# Anja Zorn
Anja Zorn (* 25. April 1968) ist eine ehemalige deutsche Fußballspielerin.

## Karriere
Zorn gehörte ab der Spielzeit 1998/99 bis Saisonende 2000/01 dem Bundesligisten 1. FFC Frankfurt an, für den sie als Abwehrspielerin aktiv war. Für den Verein bestritt sie 16 Bundesligaspiele und gewann zwei Meisterschaften. Den DFB-Pokal gewann sie mit der Mannschaft 1999, 2000 und 2001 dreimal in Folge.

## Erfolge
- Deutsche Meisterin: 1999, 2001
- DFB-Pokal: 1999, 2000, 2001